# Krug (Gemeinde Pölla)
Krug ist eine Ortschaft und eine Katastralgemeinde der Gemeinde Pölla im Bezirk Zwettl in Niederösterreich.

## Geschichte
Laut Adressbuch von Österreich waren im Jahr 1938 in Krug ein Schuster und einige Landwirte ansässig.

## Siedlungsentwicklung
Zum Jahreswechsel 1979/1980 befanden sich in der Katastralgemeinde Krug insgesamt 30 Bauflächen mit 15.382 m² und 36 Gärten auf 54.402 m², 1989/1990 gab es 42 Bauflächen. 1999/2000 war die Zahl der Bauflächen auf 108 angewachsen und 2009/2010 bestanden 50 Gebäude auf 116 Bauflächen.

## Bodennutzung
Die Katastralgemeinde ist landwirtschaftlich geprägt. 126 Hektar wurden zum Jahreswechsel 1979/1980 landwirtschaftlich genutzt und 396 Hektar waren forstwirtschaftlich geführte Waldflächen. 1999/2000 wurde auf 121 Hektar Landwirtschaft betrieben und 400 Hektar waren als forstwirtschaftlich genutzte Flächen ausgewiesen. Ende 2018 waren 118 Hektar als landwirtschaftliche Flächen genutzt und Forstwirtschaft wurde auf 399 Hektar betrieben. Die durchschnittliche Bodenklimazahl von Krug beträgt 35,4 (Stand 2010).

## Sehenswürdigkeiten
- Ruine Schauenstein, eine im Dreißigjährigen Krieg zerstörte Burg mit 30 Meter hohem Bergfried